# Hao Thiên Khuyển

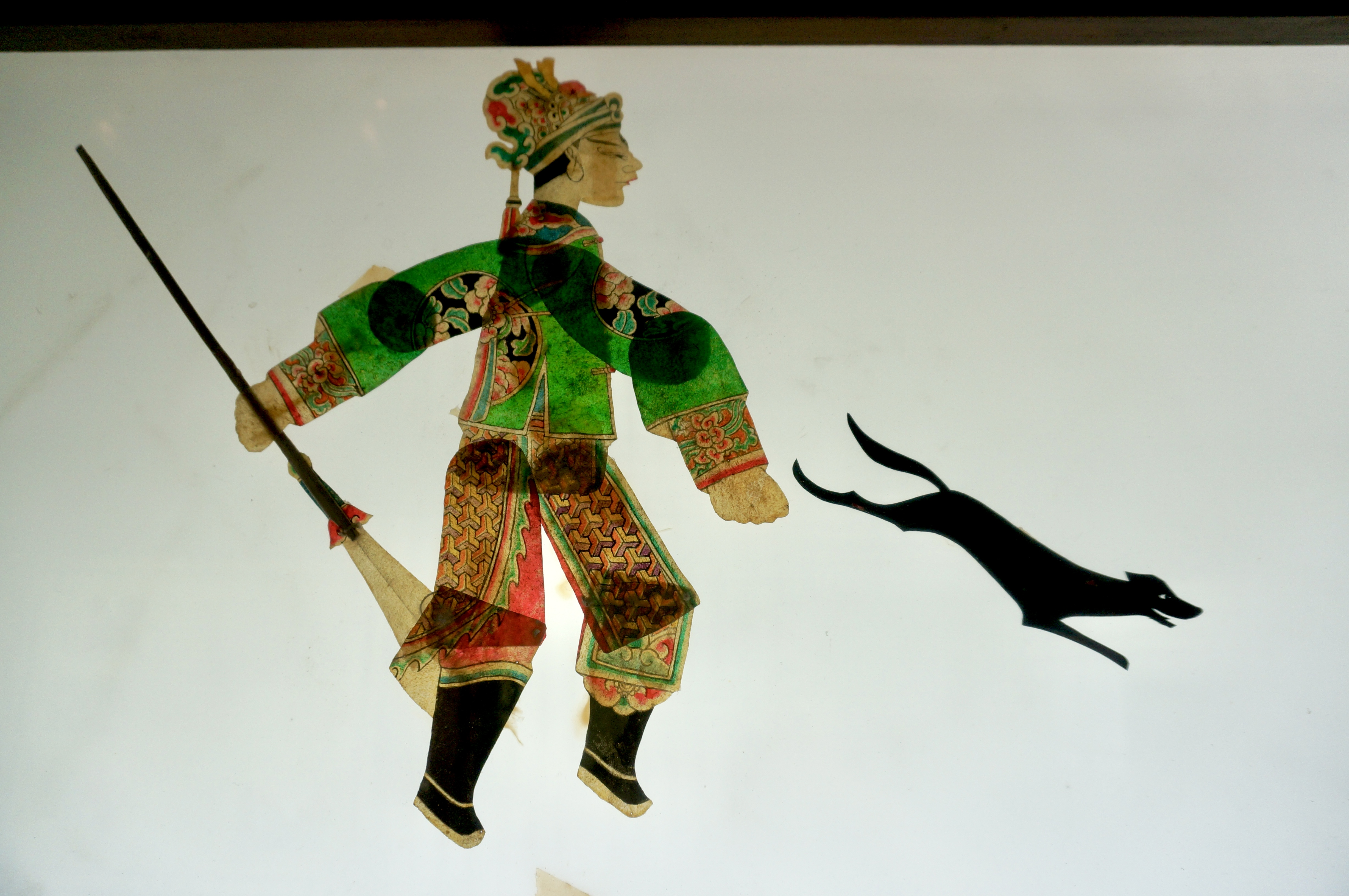
Hao Thiên Khuyển và Nhị Lang thần

Hao Thiên Khuyển (哮天犬) hay Thạch Thiên Khuyển (嘯天犬) là một con chó mực của Nhị lang thần Dương Tiễn trong thần thoại Trung Hoa, đây là một trong những sinh vật huyền thoại Trung Hoa. Được miêu tả là một con chó mực, Hao Thiên Khuyển là trợ thủ đắc lực của Nhị Lang Thần trong những trận chiến với những cú cắn và tiếng hú chói tai để tấn công, xé xác hoặc áp chế yêu ma quỷ quái. Hao Thiên Khuyển xuất hiện trong các tác phẩm Tây Du Ký, Phong Thần Diễn Nghĩa và các truyền thuyết khác về Nhị Lang Thần như Bảo Liên Đăng, Thất thái nhân gian (bảy sắc nhân gian) và một số truyện dân gian Trung Quốc. Hao Thiên Khuyển được thờ phụng tại nhiều ngôi đền thờ Nhị Lang Thần. Tại một ngôi đền ở Malaysia, bức tượng Hao Thiên Khuyển rất giống với một con chó chăn cừu Đức (béc-giê), khiến nhiều người bất bình vì hình ảnh mô tả sai lệch với truyền thuyết vốn là một con chó mực.

## Tổng quan
Hao Thiên Khuyển vốn là nô bộc của Nhị lang thần, con chó này phù trợ cho Nhị lang thần diệt yêu trừ ma. Dân gian kể rằng Nhị Lang Thần đã gặp một con chó hoang và cảm thấy có một mối nhân duyên. Vào thời điểm đó, ông vẫn là người phàm và quyết định mang nó theo, dạy nó phép thuật trong quá trình tu luyện để nó có thể trở nên bất tử. Con chó vẫn trung thành và trở thành gia đình của Nhị Lang Thần. Cùng nhau, bộ đôi này chiến đấu với yêu ma quỷ quái, và con chó trở thành một phần không thể tách rời trong truyền thuyết về Nhị Lang Thần, dẫn đến các ngôi đền dành riêng cho Nhị Lang Thần cũng phối thờ Hao Thiên Khuyển. Trong tiểu thuyết Phong thần, Dương Kiên (được cho là Nhị Lang) đôi khi sai con chó đi cắn trộm kẻ thù. Hình ảnh Dương Tiễn tay cầm Tam tiêm lưỡng nhận đao, rong ruổi khắp càn khôn cùng Hao Thiên Khuyển, oai phong lẫm liệt, hùng dũng tráng khí, hô phong gọi gió với nhiều thiên binh thiên tướng phủ phục bên mình là hình ảnh đặc trưng của Nhị lang thần. Trong tiểu thuyết kinh điển Tây du ký, khi đánh nhau với Tôn Ngộ Không, Nhị lang thần đã thả Hao Thiên Khuyển rượt bắt Ngộ Không. Hao Thiên khuyển cũng được đề cập đến trong Bảo Liên Đăng hay Bát Tiên. Nhìn chung, Hao Thiên Khuyển luôn đi kèm với Nhị lang thần. Hình tượng Hao Thiên Khuyển được hình dung như một con Thiên cẩu và là con vật sai khiến của Ngọc Hoàng.